# Ansan

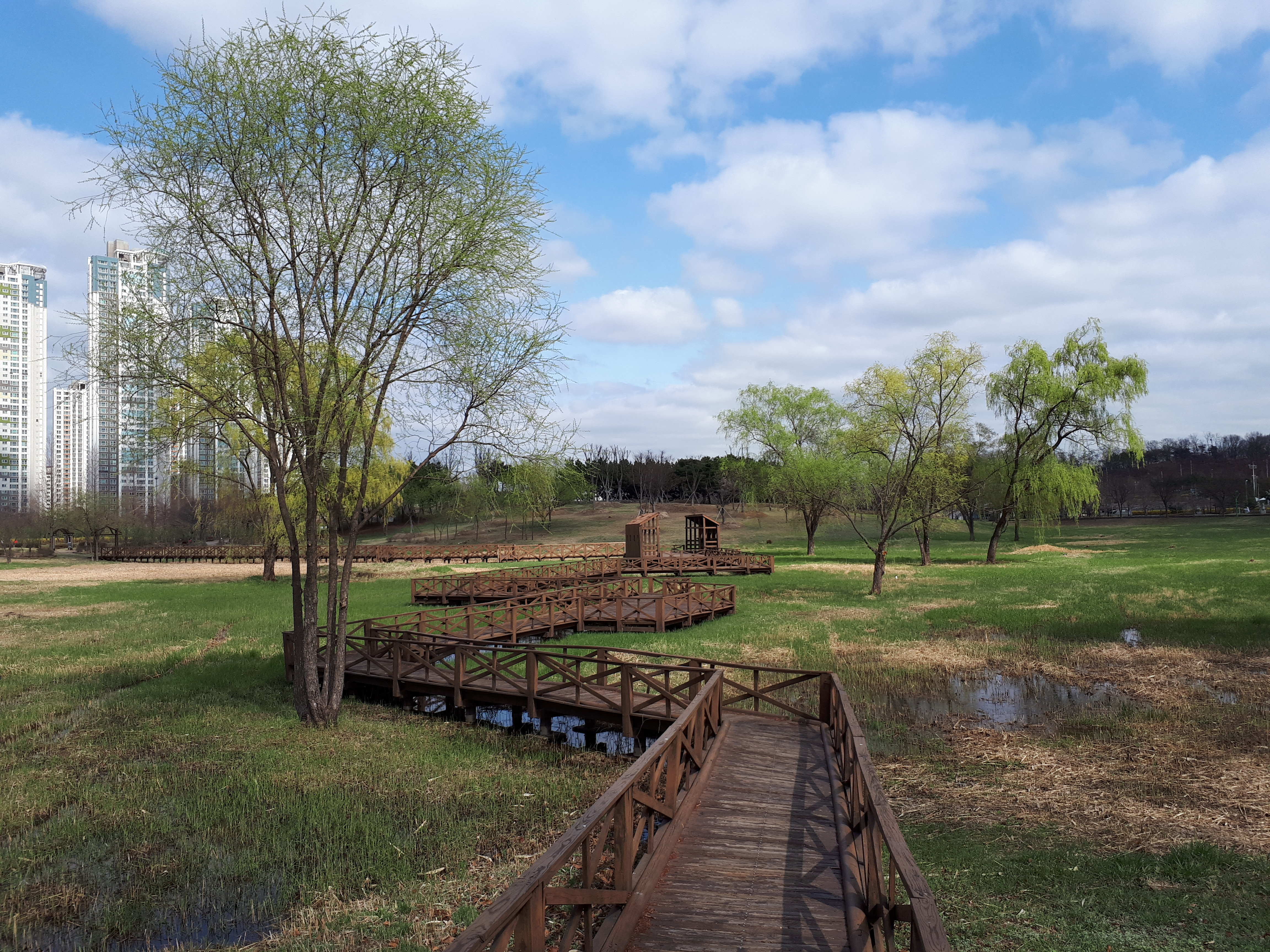

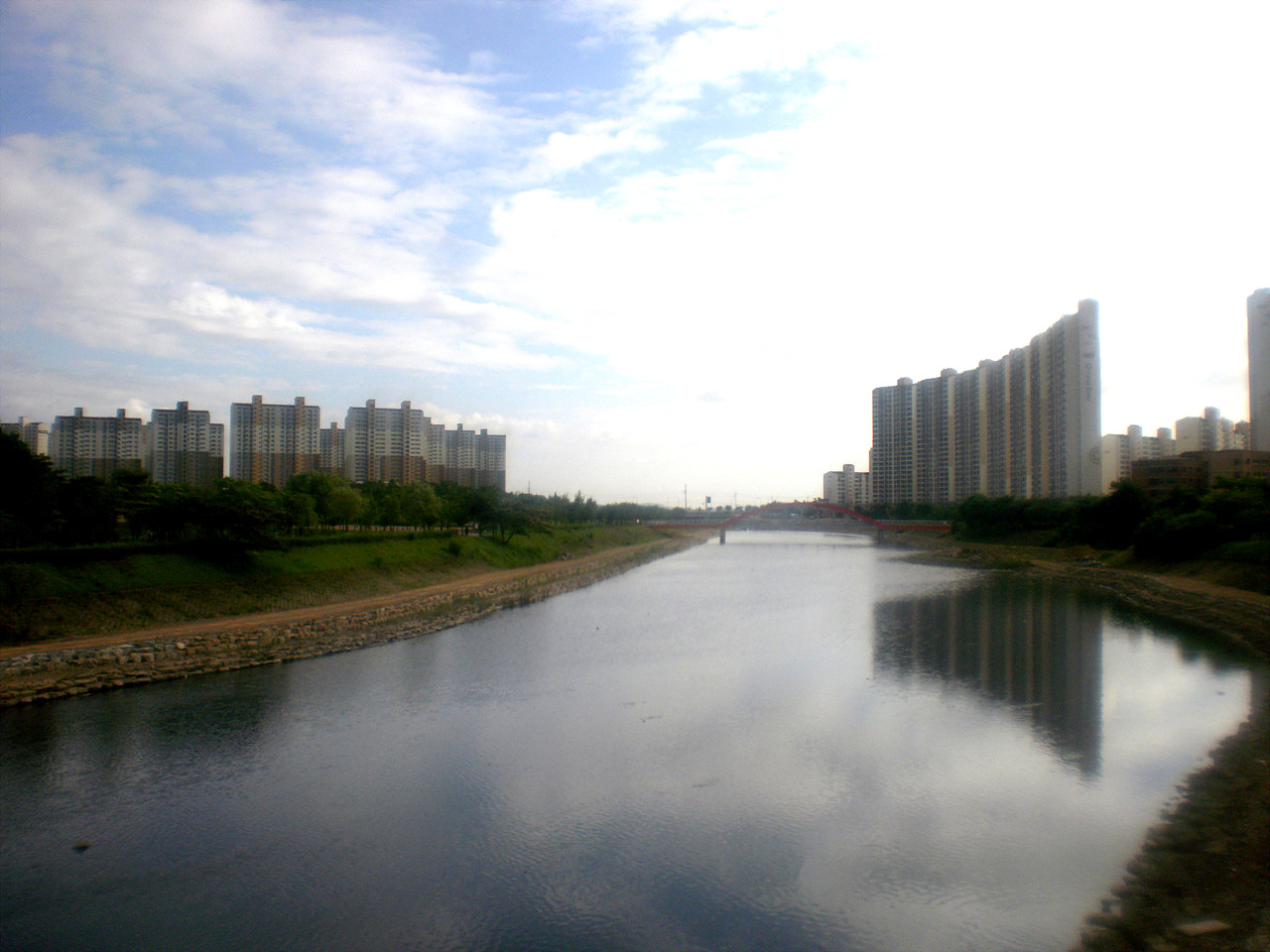

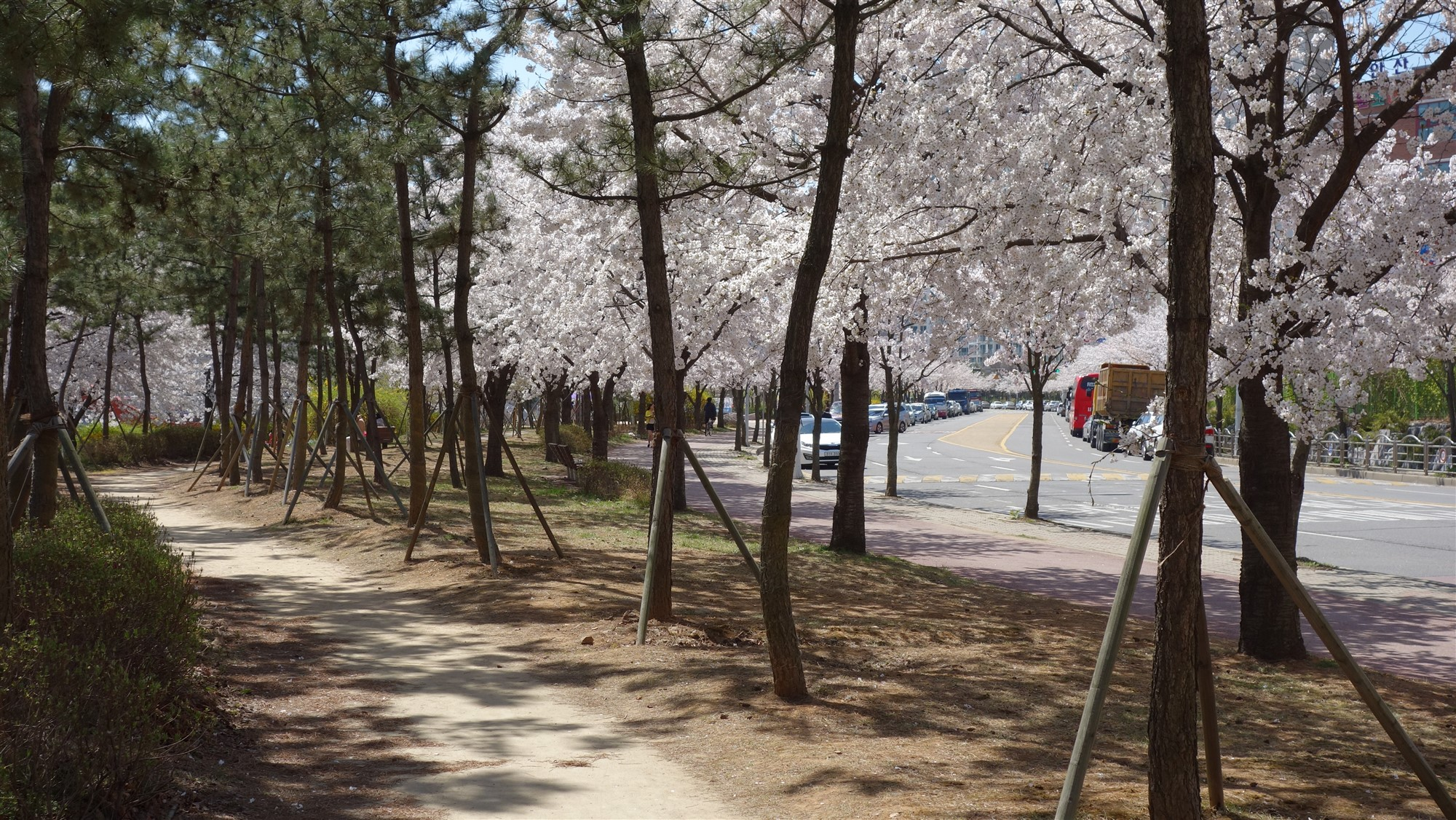

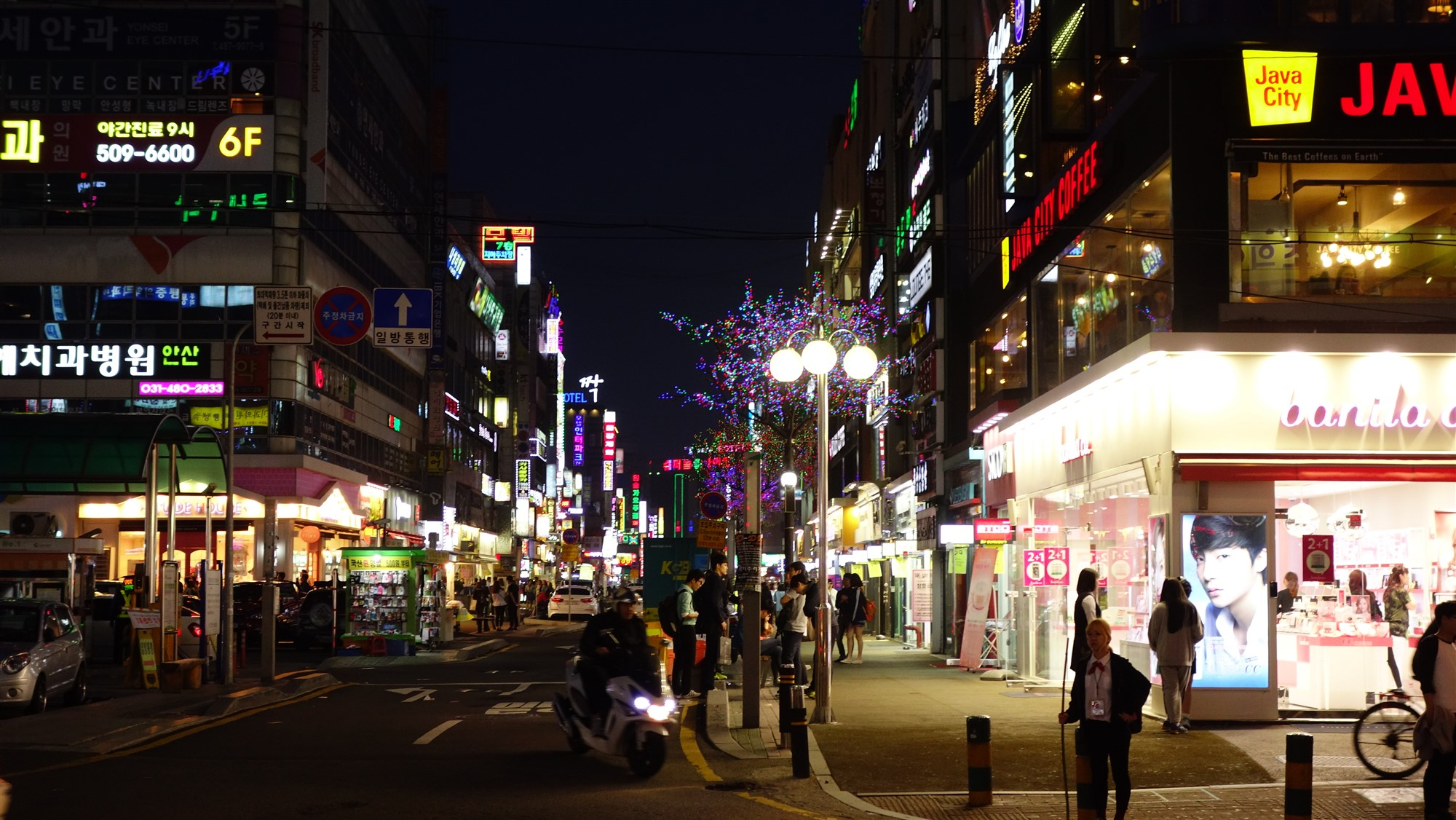

Ansan (Hangul: 안산, phát âm tiếng Hàn Quốc: [an.san], Hán Việt: An Sơn) là thành phố thuộc tỉnh tỉnh Gyeonggi, Hàn Quốc. Thành phố có diện tích 149,39 km², dân số là hơn 716 nghìn người (2018).